# Kibitsu-Schrein

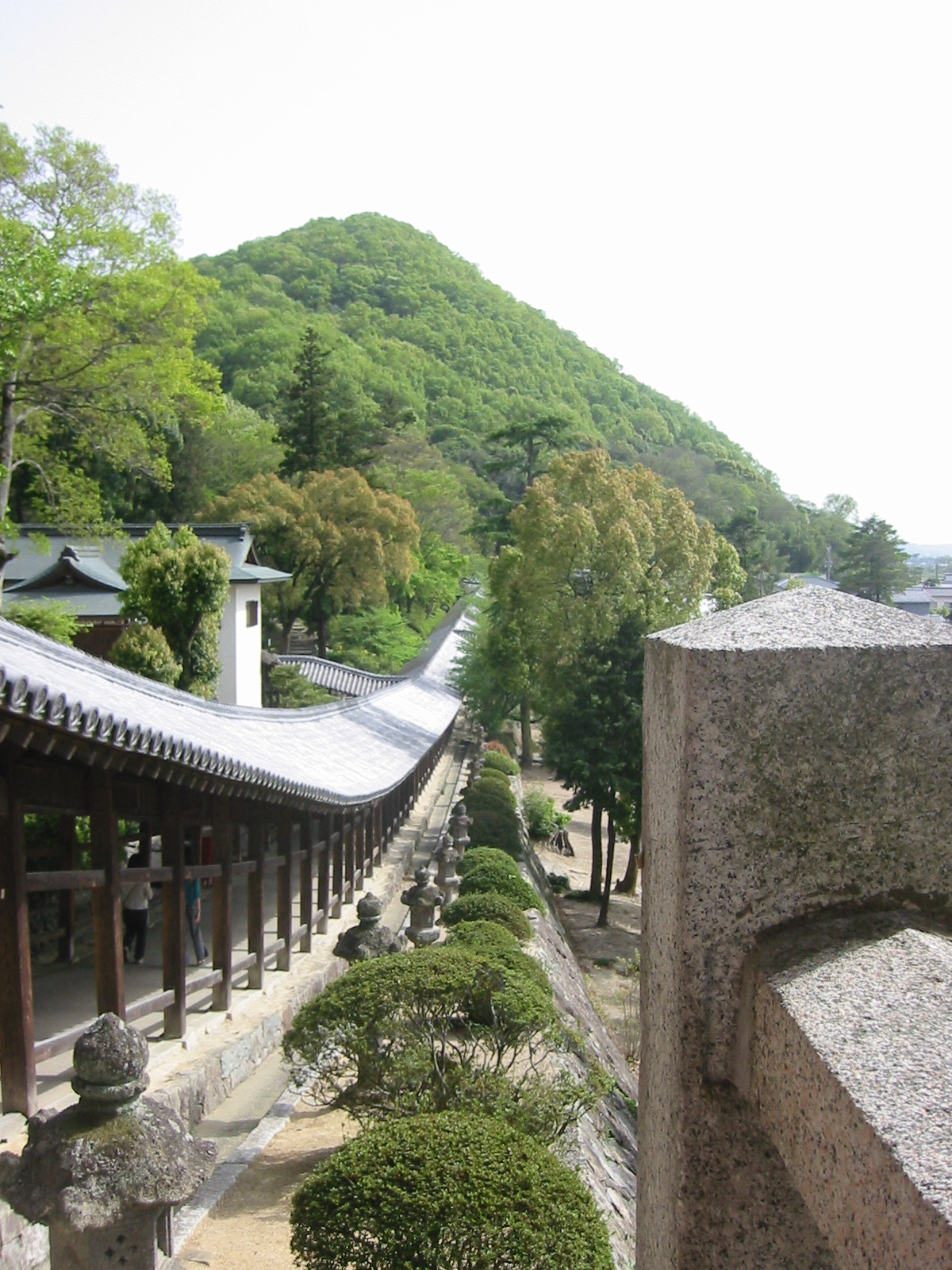
Der Zugang zum Schrein führt durch einen etwa 400 Meter langen Korridor.

Der Kibitsu-Schrein (jap. 吉備津神社, Kibitsu-jinja) ist ein Shintō-Schrein in der Stadt Okayama (im Bereich des ehemaligen Landkreises Kibitsu), Präfektur Okayama, Japan.
Er stammt vermutlich aus dem 5. Jahrhundert und ist dem Prinzen Kibitsuhiko no mikoto (吉備津彦命) gewidmet, der vom Kaiserhof von Yamato ausgesandt worden war, um die Provinz Kibi zu unterwerfen. Als materielle Verkörperung der Gottheit (go-shintai) dient eine hölzerne Statue.
Die Haupthalle (honden), die in der gegenwärtigen Form  aus dem Jahr 1425 stammt, und die Gebetshalle (haiden) sind in dem nur hier anzufindenden „Kibitsu-Baustil“ (kibitsu-zukuri, 吉備津造) gehalten. Sie gehören beide zu den Nationalschätzen Japans.
In einem Nebenschrein namens Ichidō-sha werden Tenjin, Ame-no-uzume, der Eisenerz-Kami Kana-yama-biko und sieben weitere Gottheiten (Kami) verehrt.
Zu besonders festlichen Anlässen werden im Schrein vergoldete Ritualstäbe (gohei) verwendet, denen sich der Priester (dessen Amt erblich ist) mit einem weißen Mundschutz nähert.
Eine Besonderheit des Schreins ist der „singende Kessel“ (Kibitsu-no-ō-kama-san) aus Eisen, in dem zu den beiden Hauptfesten des Schreins (taisai) die Nahrungsopfer (shinsen) zubereitet werden (75 verschiedene Gerichte). Sein Singen entsteht aus der Umwandlung von Hitze in Vibrationen im Inneren; ein Phänomen, das z. B. im Stirlingmotor zur Anwendung kommt. Es wird in verschiedene Zeremonien, so für Orakelzwecke, eingebunden. Es heißt, der Kessel höre auf zu singen, wenn jemand anwesend ist, der trauern sollte.
Am 28. Dezember wird das „Ruß-Reinigung-Fest“ (Susu-harai-matsuri) begangen. Dazu wird der Boden des Schreins mit Federn eines Bergvogels und mit Blumen gefegt. Wenige Tage später wird diese Zeremonie landesweit in besonders traditionellen Haushalten in kleinerem Maßstab wiederholt.

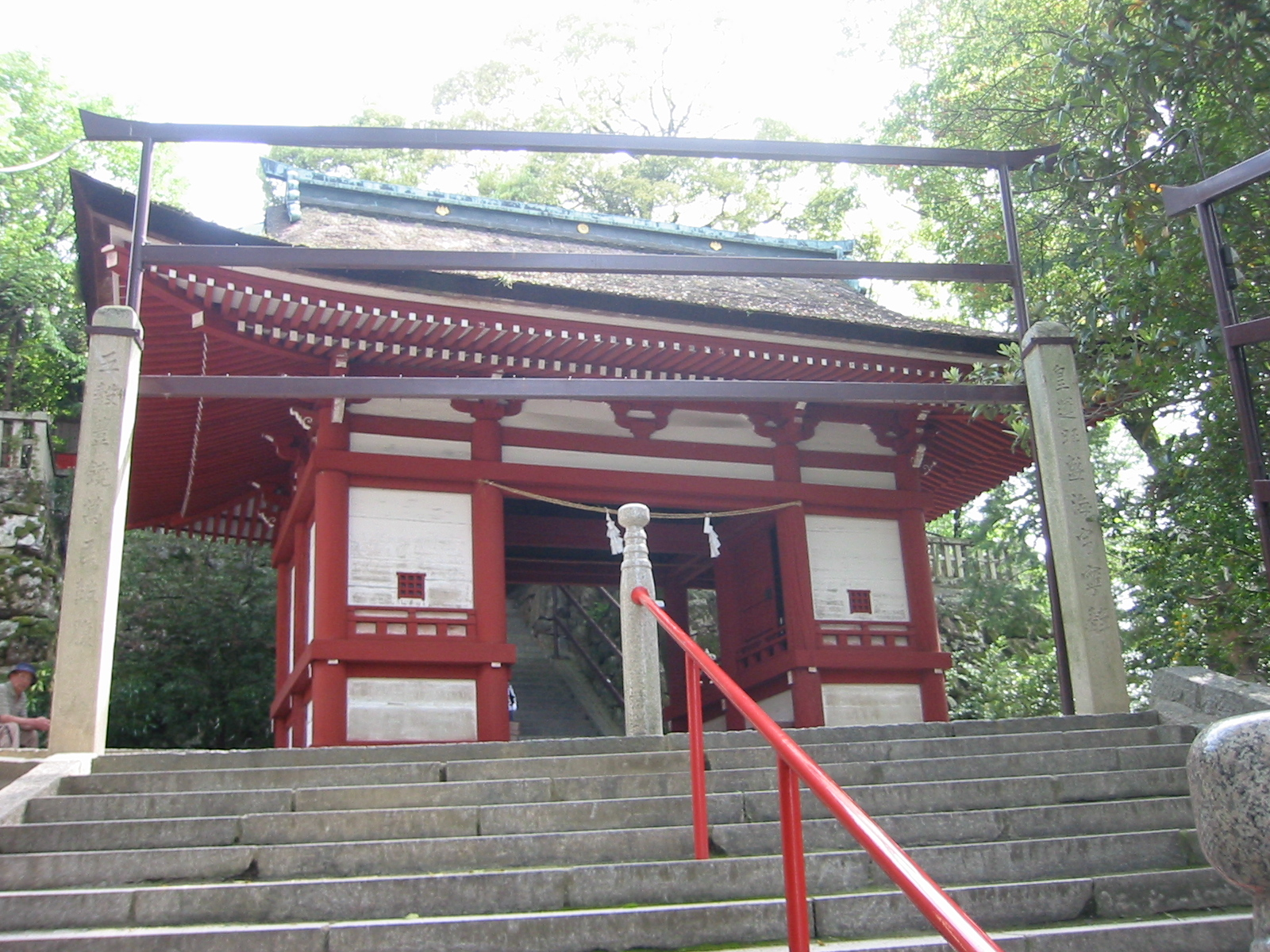
Haupteingang Kitazuishinmon (北随身門)
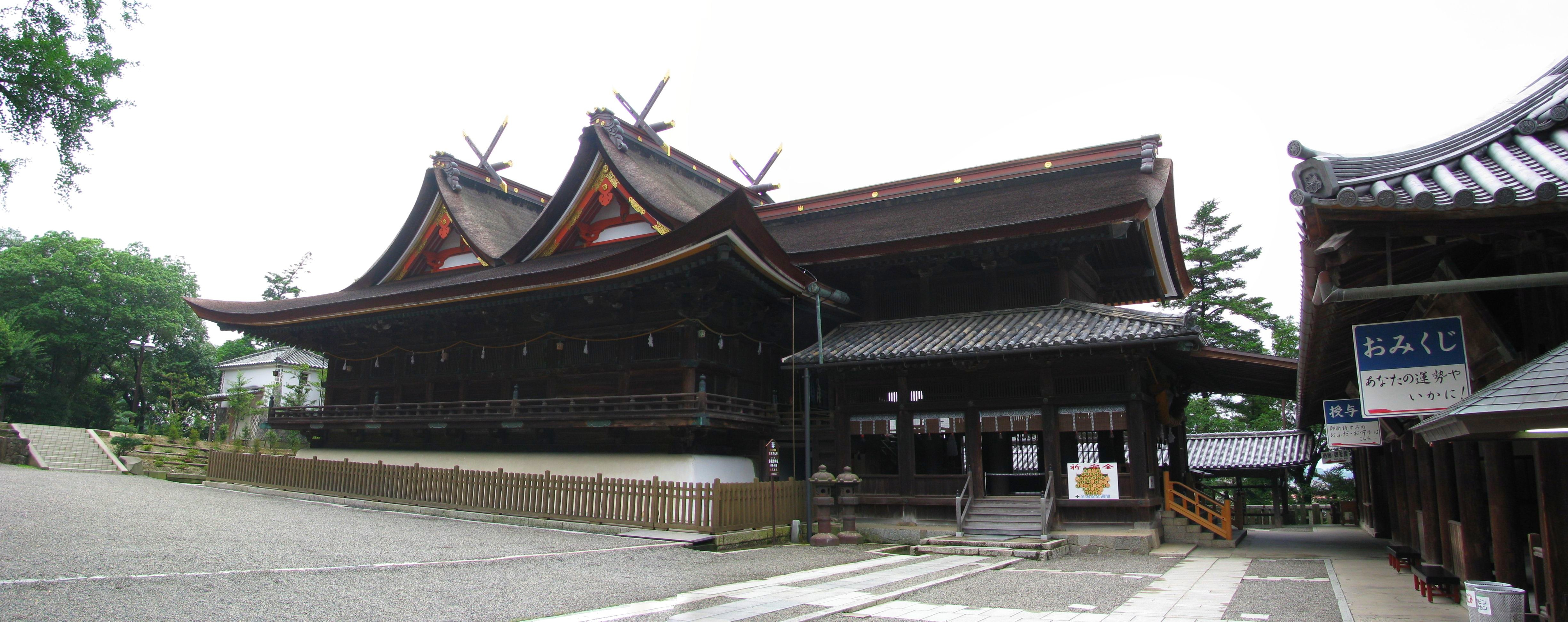
Haupthalle (honden) und Gebetshalle (haiden)
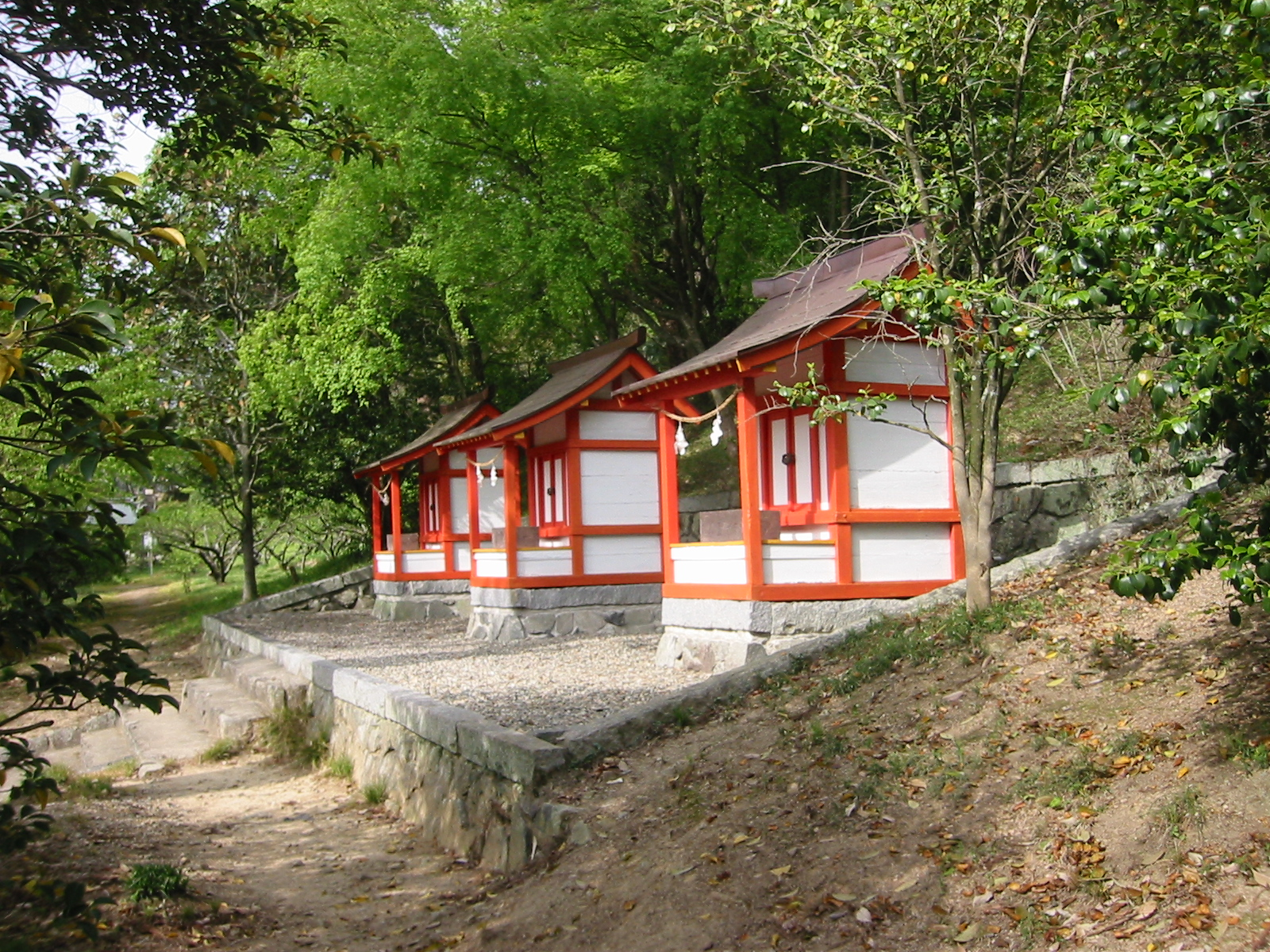
Sansha-sha (三社宮)
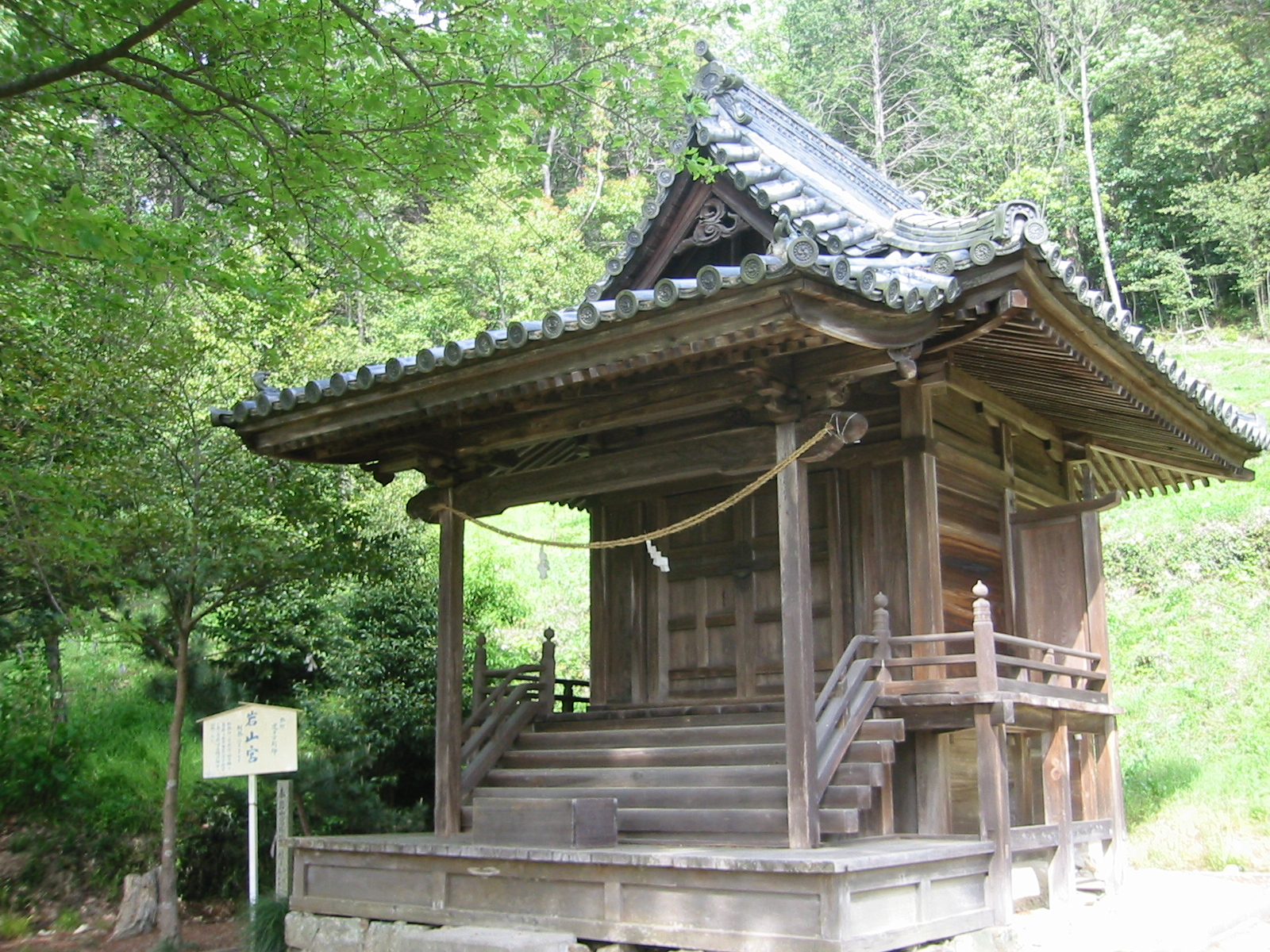
Iwayama-no-miya (岩山宮)
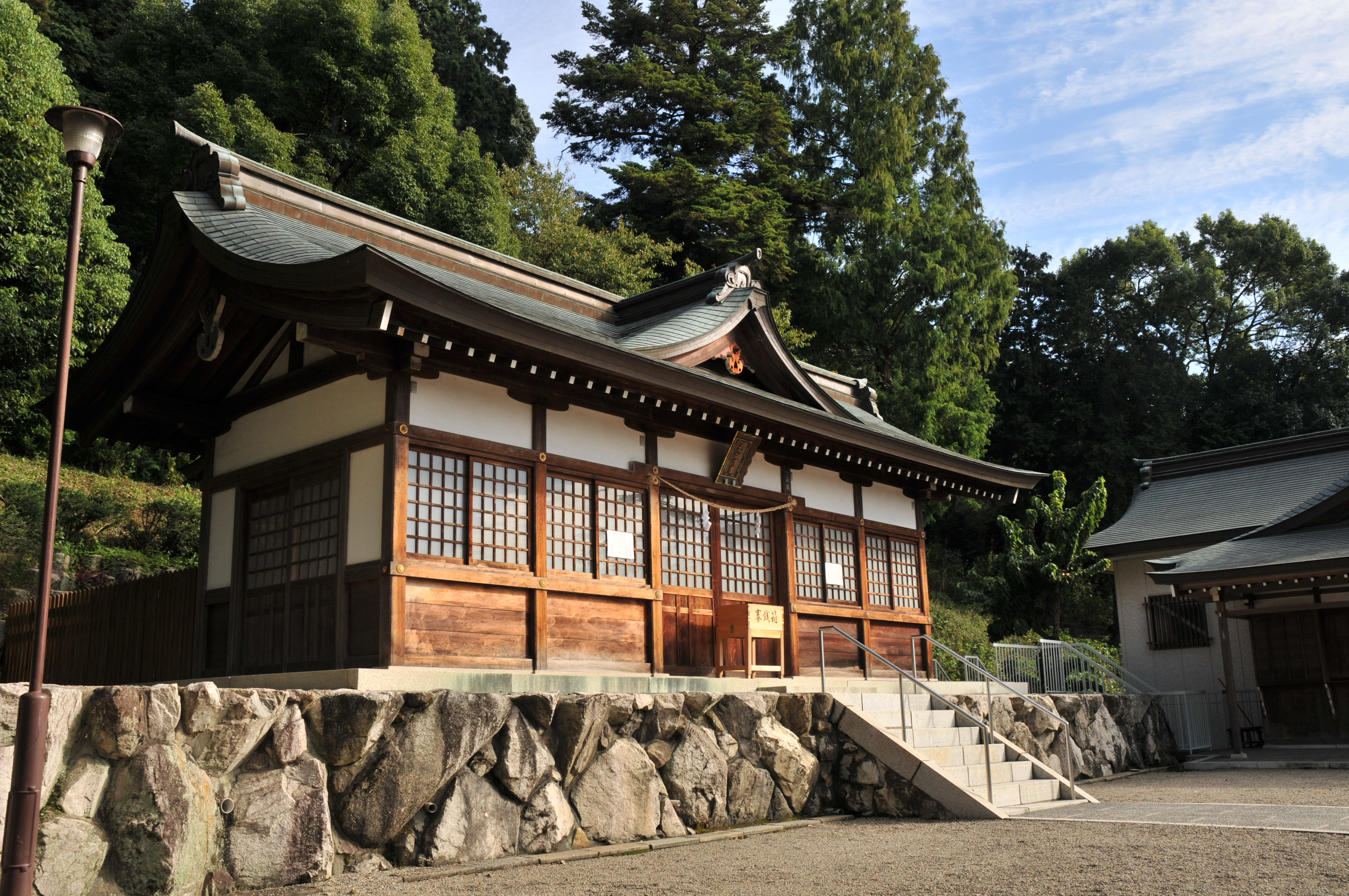
Ebisu-no-miya (えびす社)
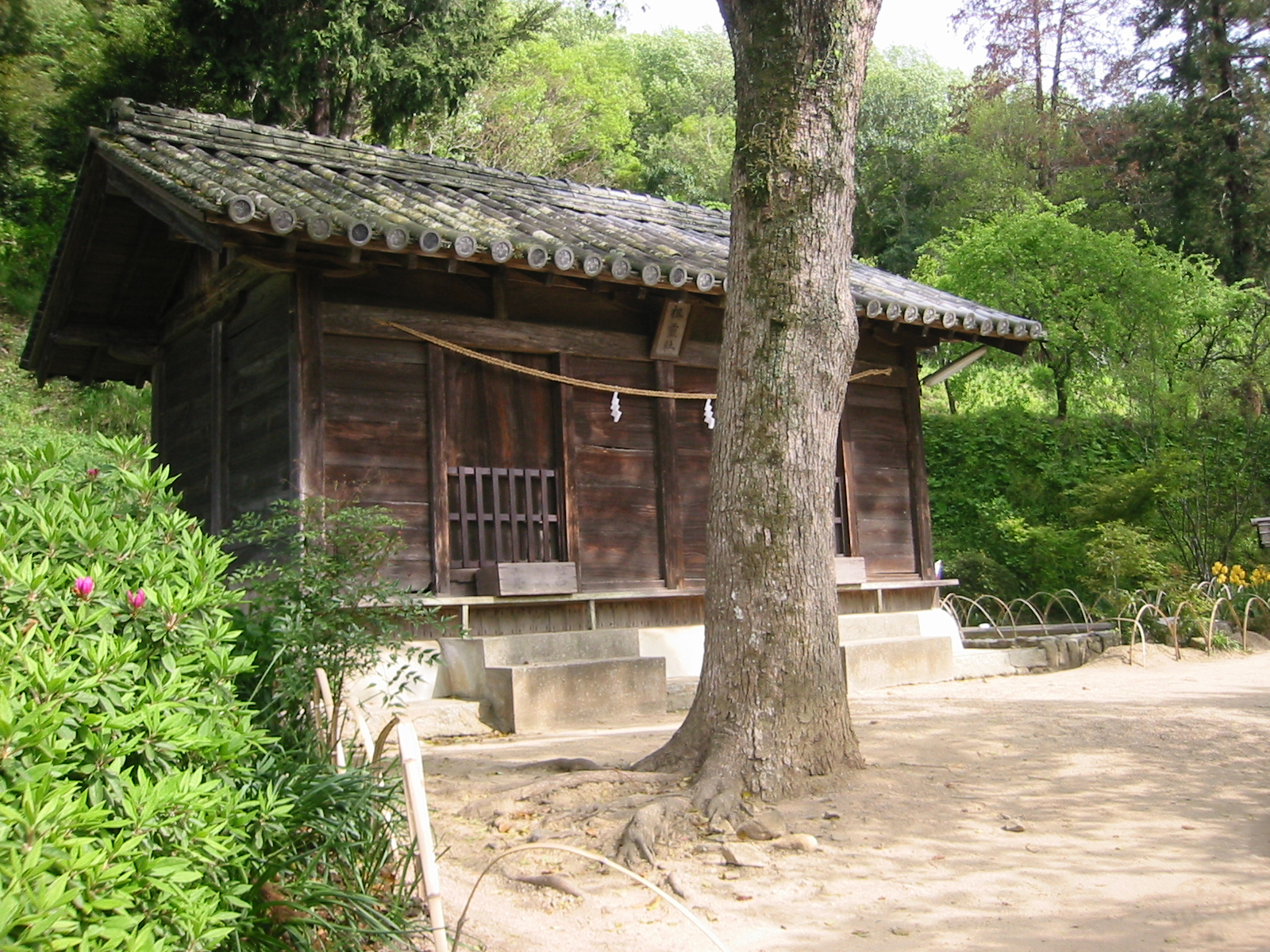
Sorei-sha (祖霊社)
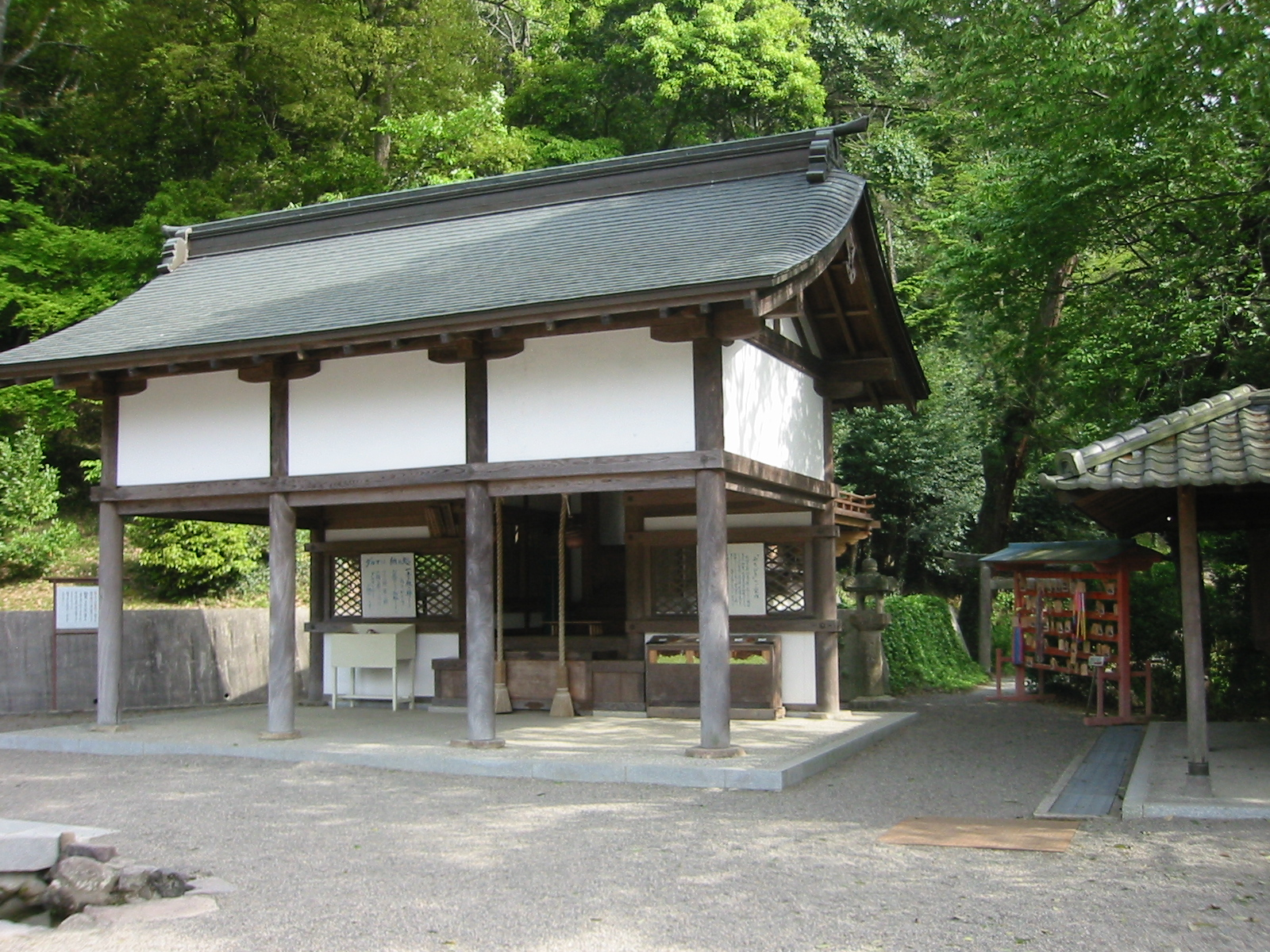
Ichidō-sha (一童社)
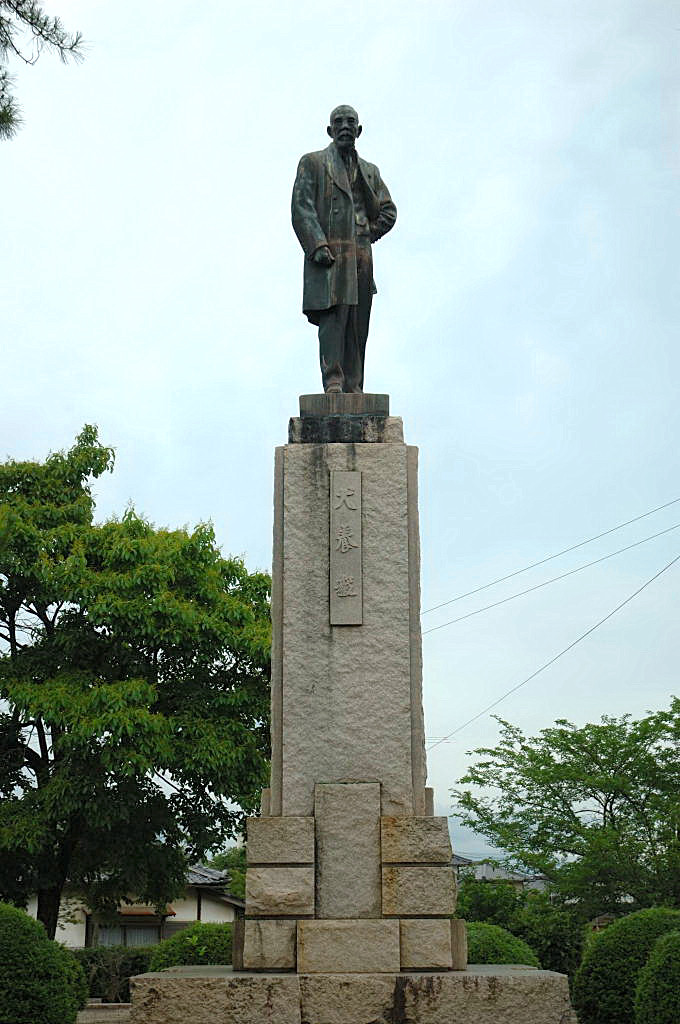
Statue von Inukai Tsuyoshi